# 員辨郡
員辨郡（日语：〔〕／〔〕 Inabe gun */?）為位於日本三重縣北部的郡。
現僅轄有以下1町：
- 東員町

在1879年實施郡區町村編制法時的轄區還包括現在的員辨市全部地區及桑名市的西南部部分地區。

## 歷史
過去在令制國時代屬於伊勢國，10世紀時曾被獻給伊勢神宮成為神郡，在16世紀戰國時代初期，此區域由眾多被統稱為北勢四十八家的小勢力的豪族們所掌控；17世紀進入江戶時代後，大部分區域成為桑名藩領地，僅南部小部分區域屬於忍藩和一宮藩。
19世紀末的戊辰戰爭期間由於桑名藩最初為與新政府對立方，因而桑名藩遭到減封，郡內部分原屬桑名藩的區域被交由名古屋藩代管，1870年原先交給名古屋藩代管的區域及原屬一宮藩的領地先後被劃入度會縣，隔年其餘原屬桑名藩和忍藩的區域也在廢藩置縣後改隸屬桑名縣和忍縣；1872年的第一次府縣整併後，全數區域被整併至安濃津縣，不過僅安濃津縣在三個多月後被更名為三重縣。
1879年實施郡區町村編製法時，正式設置近代的行政區劃「員辨郡」，並在南大社村（位於現在的東員町）設置郡役所。

### 沿革

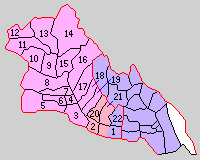
1889年員辨郡轄下的行政區劃：
1.久米村、2.大長村、3.梅戶井村、4.三里村、5.南石加村、6.北石加村、7.丹生川村、8.治田村、9.東藤原村、10.西藤原村、11.白瀨村、12.立田村、13.中里村、14.十社村、15.阿下喜村、16.山鄉村、17.笠田村、18.大泉原村、19.大泉村、20.稻部村、21.神田村、22.七和村
（紫色：現屬桑名市、桃色：現屬員辨市、紅色：現屬東員町）

- 1889年4月1日：實施町村制，員辨郡下設：久米村（日语：久米村 (三重県)）、大長村（日语：大長村 (三重県)）、梅戶井村（日语：梅戸井町）、三里村（日语：三里村 (三重県)）、南石加村（日语：南石加村）、北石加村（日语：北石加村）、丹生川村（日语：丹生川村 (三重県)）、治田村（日语：治田村 (三重県)）、東藤原村（日语：東藤原村）、西藤原村（日语：西藤原村）、白瀨村（日语：白瀬村）、立田村（日语：立田村 (三重県)）、中里村（日语：中里村 (三重県)）、十社村（日语：十社村）、阿下喜村（日语：阿下喜町）、山鄉村（日语：山郷村 (三重県)）、笠田村（日语：笠田村 (三重県)）、大泉原村（日语：大泉原村）、大泉村（日语：大泉村 (三重県)）、稻部村（日语：稲部村）、神田村（日语：神田村 (三重県)）、七和村（日语：七和村 (三重県)）。（22村）
- 1897年9月1日：實施郡制（日语：郡制）。
- 1907年4月1日：南石加村和北石加村合併為石榑村（日语：石榑村）。（21村）
- 1923年4月1日：廢除郡會和郡參事會。
- 1926年7月1日：廢除郡役所，此後郡不再作為行政區劃，只作為地名的表示。
- 1929年3月10日：阿下喜村改制為阿下喜町（日语：阿下喜町）。（1町20村）
- 1941年2月11日：大泉原村、笠田村和大泉村合併為員辨町（日语：員弁町）。[3]（2町17村）
- 1951年3月2日：七和村被併入桑名市。[4]（2町16村）
- 1954年10月28日：梅戶井村改制為梅戶井町（日语：梅戸井町）。（3町15村）
- 1954年11月3日：大長村、稻部村、神田村合併為東員村。[5]（3町13村）
- 1955年2月1日：久米村被廢除，部分地區被併入桑名市[4]，部分地區被併入東員村。[5]（3町12村）
- 1955年4月1日：阿下喜町、十社村、山鄉村合併為北勢町。[3]（3町10村）
- 1955年4月3日：東藤原村、西藤原村、白瀨村、立田村、中里村合併為藤原村（日语：藤原町 (三重県)）。[3]（3町6村）
- 1955年8月1日：治田村被併入北勢町。[3]（3町5村）
- 1956年9月30日：石榑村和丹生川村合併為石加村（日语：石加村）。（3町4村）
- 1959年4月20日：梅戶井町和三里村合併為大安町（日语：大安町）。（3町3村）
- 1963年4月1日：大安町和石加村合併為新設立的大安町（日语：大安町）。[3]（3町2村）
- 1967年4月1日：（5町）
  - 東員村改制為東員町。[5]
  - 藤原村改制為藤原町（日语：藤原町 (三重県)）。
- 2003年12月1日：北勢町、員辨町、大安町、藤原町合併為員辨市[6]，並脫離員辨郡的管轄。（1町）

### 變遷表
| 1889年4月1日 | 1889年 - 1912年           | 1912年 - 1944年              | 1945年 - 1954年               | 1955年 - 1989年            | 1955年 - 1989年            | 1989年 - 現在              | 現在                       |
| ------------ | ------------------------- | ---------------------------- | ----------------------------- | -------------------------- | -------------------------- | -------------------------- | -------------------------- |
| 梅戶井村     | 梅戶井村                  | 梅戶井村                     | 1954年10月28日 改制為梅戶井町 | 1959年4月20日 合併為大安町 | 1963年4月1日 合併為大安町  | 2003年12月1日 合併為員辨市 | 2003年12月1日 合併為員辨市 |
| 三里村       |                           |                              |                               | 1959年4月20日 合併為大安町 | 1963年4月1日 合併為大安町  | 2003年12月1日 合併為員辨市 | 2003年12月1日 合併為員辨市 |
| 南石加村     | 1907年4月1日 合併為石榑村 | 1907年4月1日 合併為石榑村    | 1907年4月1日 合併為石榑村     | 1956年9月30日 合併為石加村 | 1963年4月1日 合併為大安町  | 2003年12月1日 合併為員辨市 | 2003年12月1日 合併為員辨市 |
| 北石加村     | 1907年4月1日 合併為石榑村 | 1907年4月1日 合併為石榑村    | 1907年4月1日 合併為石榑村     | 1956年9月30日 合併為石加村 | 1963年4月1日 合併為大安町  | 2003年12月1日 合併為員辨市 | 2003年12月1日 合併為員辨市 |
| 丹生川村     |                           |                              |                               | 1956年9月30日 合併為石加村 | 1963年4月1日 合併為大安町  | 2003年12月1日 合併為員辨市 | 2003年12月1日 合併為員辨市 |
| 東藤原村     | 東藤原村                  | 東藤原村                     | 東藤原村                      | 1955年4月3日 合併為藤原村  | 1967年4月1日 改制為藤原町  | 2003年12月1日 合併為員辨市 | 2003年12月1日 合併為員辨市 |
| 西藤原村     |                           |                              |                               | 1955年4月3日 合併為藤原村  | 1967年4月1日 改制為藤原町  | 2003年12月1日 合併為員辨市 | 2003年12月1日 合併為員辨市 |
| 白瀨村       |                           |                              |                               | 1955年4月3日 合併為藤原村  | 1967年4月1日 改制為藤原町  | 2003年12月1日 合併為員辨市 | 2003年12月1日 合併為員辨市 |
| 立田村       |                           |                              |                               | 1955年4月3日 合併為藤原村  | 1967年4月1日 改制為藤原町  | 2003年12月1日 合併為員辨市 | 2003年12月1日 合併為員辨市 |
| 中里村       |                           |                              |                               | 1955年4月3日 合併為藤原村  | 1967年4月1日 改制為藤原町  | 2003年12月1日 合併為員辨市 | 2003年12月1日 合併為員辨市 |
| 治田村       | 治田村                    | 治田村                       | 治田村                        | 1955年8月1日 併入北勢町    | 北勢町                     | 2003年12月1日 合併為員辨市 | 2003年12月1日 合併為員辨市 |
| 十社村       | 十社村                    | 十社村                       | 十社村                        | 1955年4月1日 合併為北勢町  | 北勢町                     | 2003年12月1日 合併為員辨市 | 2003年12月1日 合併為員辨市 |
| 阿下喜村     | 阿下喜村                  | 1929年3月10日 改制為阿下喜町 | 1929年3月10日 改制為阿下喜町  | 1955年4月1日 合併為北勢町  | 北勢町                     | 2003年12月1日 合併為員辨市 | 2003年12月1日 合併為員辨市 |
| 山鄉村       |                           |                              |                               | 1955年4月1日 合併為北勢町  | 北勢町                     | 2003年12月1日 合併為員辨市 | 2003年12月1日 合併為員辨市 |
| 笠田村       | 笠田村                    | 1941年2月11日 合併為員辨町   | 1941年2月11日 合併為員辨町    | 1941年2月11日 合併為員辨町 | 1941年2月11日 合併為員辨町 | 2003年12月1日 合併為員辨市 | 2003年12月1日 合併為員辨市 |
| 大泉原村     |                           | 1941年2月11日 合併為員辨町   | 1941年2月11日 合併為員辨町    | 1941年2月11日 合併為員辨町 | 1941年2月11日 合併為員辨町 | 2003年12月1日 合併為員辨市 | 2003年12月1日 合併為員辨市 |
| 大泉村       |                           | 1941年2月11日 合併為員辨町   | 1941年2月11日 合併為員辨町    | 1941年2月11日 合併為員辨町 | 1941年2月11日 合併為員辨町 | 2003年12月1日 合併為員辨市 | 2003年12月1日 合併為員辨市 |
| 大長村       | 大長村                    | 大長村                       | 1954年11月3日 合併為東員村    | 1954年11月3日 合併為東員村 | 1967年4月1日 改制為東員町  | 1967年4月1日 改制為東員町  | 1967年4月1日 改制為東員町  |
| 稻部村       |                           |                              | 1954年11月3日 合併為東員村    | 1954年11月3日 合併為東員村 | 1967年4月1日 改制為東員町  | 1967年4月1日 改制為東員町  | 1967年4月1日 改制為東員町  |
| 神田村       |                           |                              | 1954年11月3日 合併為東員村    | 1954年11月3日 合併為東員村 | 1967年4月1日 改制為東員町  | 1967年4月1日 改制為東員町  | 1967年4月1日 改制為東員町  |
| 久米村       | 久米村                    | 久米村                       | 久米村                        | 1955年2月1日 併入東員村    | 1967年4月1日 改制為東員町  | 1967年4月1日 改制為東員町  | 1967年4月1日 改制為東員町  |
| 久米村       | 久米村                    | 久米村                       | 久米村                        | 1955年2月1日 併入桑名市    | 桑名市                     | 2004年12月6日 合併為桑名市 | 2004年12月6日 合併為桑名市 |
| 七和村       | 七和村                    | 七和村                       | 1951年3月2日 併入桑名市       | 1951年3月2日 併入桑名市    | 桑名市                     | 2004年12月6日 合併為桑名市 | 2004年12月6日 合併為桑名市 |